# Bechtlida - Fidar
Bechtlida - Fidar è un comune (municipalité) del Libano situato nel distretto di Jbeil, governatorato del Monte Libano.